# Tituria costalis
Tituria costalis är en insektsart som beskrevs av Jacobi 1944. Tituria costalis ingår i släktet Tituria och familjen dvärgstritar. Inga underarter finns listade i Catalogue of Life.